# トヨタプレミアカップ
トヨタプレミアカップ（英: TOYOTA PREMIER CUP）は、タイと日本のクラブチームによるサッカーの国際親善大会である。大会スポンサーはトヨタ自動車のタイ法人「トヨタ・モーター・タイランド」。

## 概要
タイ・プレミアリーグにおける国内カップ戦「トヨタリーグカップ」の優勝クラブがJリーグクラブを迎えて、2011年から毎年2月に開催されていた。なお大会名に付けられる年号はその前年のものが付けられるが、これはトヨタリーグカップから継続して行なわれる扱いのためである。優勝賞金は100万バーツ。2017年大会を以て廃止された。

## 結果
| 年号 | 開催日        | トヨタリーグカップ勝者   | 結果             | Jリーグクラブ      | 会場                                             |
| ---- | ------------- | ------------------------ | ---------------- | ------------------ | ------------------------------------------------ |
| 2010 | 2011年2月13日 | タイ・ポート             | 2 - 1            | 湘南ベルマーレ     | スパチャラサイ国立競技場（バンコク）             |
| 2011 | 2012年2月18日 | ブリーラムPEA            | 1 - 1 (PK 4 - 2) | ベガルタ仙台       | スパチャラサイ国立競技場（バンコク）             |
| 2012 | 2013年2月16日 | ブリーラム・ユナイテッド | 0 - 2            | 名古屋グランパス   | スパチャラサイ国立競技場（バンコク）             |
| 2013 | 2014年2月15日 | ブリーラム・ユナイテッド | 1 - 1 (PK 4 - 3) | 名古屋グランパス   | タンマサート・スタジアム（パトゥムターニー県）   |
| 2014 | 2015年2月22日 | BECテロ・サーサナ        | 0 - 0 (PK 4 - 3) | サガン鳥栖         | スパチャラサイ国立競技場（バンコク）             |
| 2015 | 2016年2月13日 | ブリーラム・ユナイテッド | 2 - 1            | アルビレックス新潟 | ニュー・アイモバイル・スタジアム（ブリーラム県） |
| 2016 | 2017年2月4日  | ムアントン・ユナイテッド | 1 - 3            | サンフレッチェ広島 | スパチャラサイ国立競技場（バンコク）             |

## クラブ所在国別成績
| 国・地域名 | 優 | 準 |
| ---------- | -- | -- |
| タイ       | 5  | 2  |
| 日本       | 2  | 5  |